# Sphiggurus pruinosus
Sphiggurus pruinosus é uma espécie de roedor da família Erethizontidae. Pode ser encontrada na Colômbia e Venezuela.